# Röjsåg

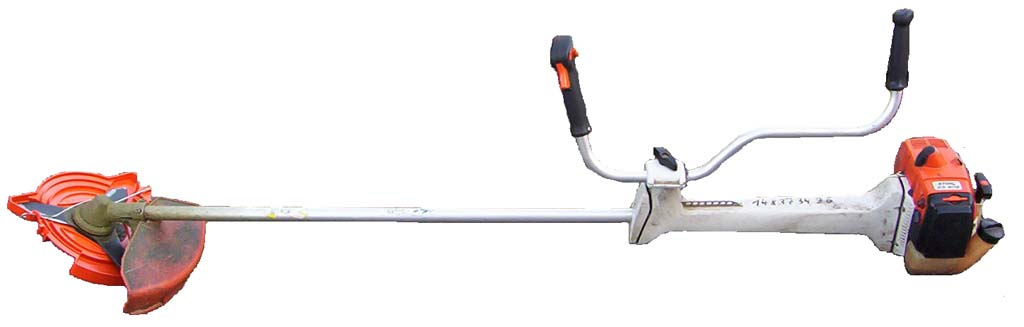
Röjsåg från Stihl med knivar istället för sågblad.

Röjsåg är en typ av motorsåg som har en roterande sågklinga på ett riggrör i stället för en sågkedja på ett sågsvärd. Klingan är förbunden med sågens motor (oftast tvåtaktsmotor) med en axel genom riggröret. Sågen bärs i en särskild sele och används främst vid röjning av sly i skogsbruket. 
Gränsen mellan en röjsåg och en förbränningsmotordriven grästrimmer är i viss mån flytande då en röjsåg vid behov kan utrustas med ett trimmerhuvud i stället för klinga. Generellt gäller dock att en röjsåg oftast är tyngre och har högre motoreffekt än en renodlad grästrimmer. Röjsågen är också, oftast, försedd med ett s.k. "hornstyre" eller "cykelstyre", till skillnad från de flesta renodlade grästrimmers vilka oftast försetts med handtag på riggrör samt någon form av öglehandtag.